# Banro
Banro ist eine osttimoresische Aldeia im Suco Fatisi (Verwaltungsamt Laulara, Gemeinde Aileu). 2015 lebten in der Aldeia 235 Menschen.

## Geographie und Einrichtungen
Die Aldeia Banro liegt im Nordwesten des Sucos Fatisi. Östlich befindet sich die Aldeia Umanlau. Im Norden grenzt Banro an den Suco Bocolelo, im Nordwesten an die Gemeinde Liquiçá mit ihrem Suco Tibar (Verwaltungsamt Bazartete) und im Südwesten an die Gemeinde Ermera mit ihren Sucos Taraco und Samalete (Verwaltungsamt Railaco). Die Grenze zu Tibar bildet der Rio Comoro, der außerhalb der Regenzeit trockenfällt. Gleiches gilt für den Nebenfluss des Comoros, der entlang der Grenze zu Ermera fließt. Einer dessen Zuflüsse fällt an der Straße nach Dili, etwa eine halbe Stunde südlich der Hauptstadt, als Wasserfall von Berloi mehrere Meter die Felsen herab.
Entlang des Ostufers der Grenzflüsse verläuft die Überlandstraße von der Landeshauptstadt Dili im Norden zur Gemeindehauptstadt Aileu im Süden. An der Ostgrenze verläuft eine weitere Straße, die die Überlandstraße abkürzt. An ihr liegt im Nordosten das Dorf Aildale Hun mit seinen verstreuten Häusern. Hier befindet sich eine Klinik.